# Billingsfors
Billingsfors – miejscowość (tätort) w Szwecji, w regionie administracyjnym (län) Västra Götaland, w gminie Bengtsfors.
Według danych Szwedzkiego Urzędu Statystycznego liczba ludności wyniosła: 1108 (31 grudnia 2015), 1167 (31 grudnia 2018) i 1147 (31 grudnia 2019).
Swą siedzibę ma tu klub piłkarski Billingsfors IK.